# Dubrave, Gradiška
Dubrave so naselje v občini Gradiška, Bosna in Hercegovina. 

## Deli naselja
Dubrave.

## Prebivalstvo
| Pregled števila prebivalcev po letih | Pregled števila prebivalcev po letih | Pregled števila prebivalcev po letih | Pregled števila prebivalcev po letih | Pregled števila prebivalcev po letih | Pregled števila prebivalcev po letih |
| ------------------------------------ | ------------------------------------ | ------------------------------------ | ------------------------------------ | ------------------------------------ | ------------------------------------ |
| 1948                                 | 1953                                 | 1961                                 | 1971                                 | 1981                                 | 1991                                 |
| -                                    | -                                    | -                                    | 1.880                                | 2.362                                | 2.581                                |

| Narodna sestava prebivalstva po letih                                                                                             | Narodna sestava prebivalstva po letih                                                                                              | Narodna sestava prebivalstva po letih                                                                                             |
| --- | --- | --- |
| 1971 | 1981 | 1991 |
| . skupaj: 1.880 Muslimani 1.814 (96,48 %) Srbi 29 (1,54 %) Hrvati 1 (0,05 %) Jugoslovani 10 (0,53 %) drugi in neznano 26 (1,38 %) | . skupaj: 2.362 Muslimani 2.124 (89,92 %) Srbi 25 (1,05 %) Hrvati 5 (0,21 %) Jugoslovani 158 (6,68 %) drugi in neznano 50 (2,11 %) | . skupaj: 2.581 Muslimani 2.413 (93,49 %) Srbi 36 (1,39 %) Hrvati 4 (0,15 %) Jugoslovani 74 (2,86 %) drugi in neznano 54 (2,09 %) |